# Rudolph George
Rudolph George (ur. 8 czerwca 1957) – sierraleoński lekkoatleta specjalizujący się w biegach sprinterskich, reprezentant Sierra Leone na Letnich Igrzyskach 1980 w Moskwie.
W roku 1980 na Letnich Igrzyskach Olimpijskich 1980 był uczestnikiem biegu na 100 m. Rywalizację zakończył na rundzie kwalifikacyjnej, zajmując siódme miejsce w biegu kwalifikacyjnym numer 3. Bieg ukończył z czasem 11,37, co okazało się najsłabszym rezultatem w grupie. W biegu na 200 m osiągnął czas 23,20, zajmując przedostatnie miejsce w biegu kwalifikacyjnym numer 6.
Wraz z Sheku Boimą, Walterem Duringiem i Williamem Akabi-Davisem reprezentował Sierra Leone w sztafecie 4 × 100 metrów. Kadra zajęła przedostatnie miejsce, kończąc bieg z czasem 42,53. Za Sierra Leone została sklasyfikowana drużyna Kuby, która nie ukończyła biegu.